# 5 Batalion Łączności
5 Kresowy Batalion Łączności (5 bł) – pododdział Wojsk Łączności Polskich Sił Zbrojnych.

## Formowanie i zmiany organizacyjne batalionu
15 września 1941 roku w letnim obozie wojskowym Tatiszczewo (ros. Татищево), położonym w obwodzie saratowskim na terytorium ZSRR został sformowany 5 Batalion Łączności. Batalion wchodził w skład 5 Dywizji Piechoty. Organizatorem jednostki i jej pierwszym dowódcą został podporucznik Stanisław Tauber-Ziółkowski, wówczas jedyny oficer łączności w całej dywizji. 16 września 1941 roku w skład batalionu wcielono 200 podoficerów i szeregowców. Etat batalionu łączności wynosił 26 oficerów i 233 szeregowych, z pełniącym obowiązki dowódcy ppor. Stanisława Touler-Ziółkowkiego. W trakcie formowania batalion jako jedyny w całej Armii otrzymał w zasadzie prawie pełny sprzęt łączności przewidziany etatami z brakami kabla i niewłaściwymi ogniwami. Jednak sprzęt etatowy był mało efektywny, odpowiadający potrzebom wojny 1920. 5 batalion łączności opuścił ZSRR w większości w dniu 10 sierpnia statkiem "Kaganowicz" z portu Krasnowodzku. Po przejściu kwarantanny na plażach w pobliżu Pahlewi, został przetransportowany do Iraku. Po przewiezieniu do Iraku podjęto działania mające na celu poprawę stanu zdrowia żołnierzy, a następnie szkolenie na dostępnym sprzęcie brytyjskim i amerykańskim. Na podstawie rozkazu nr 296 dowódcy APW od 20 października dokonano reorganizacji 5 DP upodobniając jej strukturę do organizacji brytyjskiej. 5 batalion łączności częściowo zreorganizowano i uzupełniono stany osobowe batalionu, 31 szeregowymi z 7 Dywizji Piechoty. Batalion prowadził obsługę z zakresu łączności dowództwa 5 DP, podległych dowództw 3 i 4 brygady strzelców i oddziałów dywizyjnych. Od stycznia 1943 r. w 5 batalionie łączności podjęto szkolenie specjalistów z zakresu łączności oraz z plutonów łączności batalionów strzelców. Rozkazem nr 659 dowódca APW dokonał kolejnej reorganizacji łącząc 5 i 6 Dywizje Piechoty z dniem 11 marca 1943 r. w 5 Kresową DP. Po rozwiązaniu 6 Lwowskiej DP do 5 batalionu włączono radiotelegrafistów i personel łączności w ilości 1/4 i 1/3 z rozwiązanego 8 pułku artylerii lekkiej. Zmieniając 23 marca 1943 r. nazwę na 5 Kresowy batalion łączności. W okresie letnim batalion przechodzi całkowicie na etaty brytyjskie i stopniowo otrzymuje pełne wyposażenie etatowe w sprzęt łączności, broń i wyposażenie, w tym pojazdy. 
11 listopada 1943 roku w skład baonu został włączony pluton łączności Dowództwa Saperów. W tym samym miesiącu nastąpiła zmiana na stanowisku dowódcy jednostki. Major Marian Zimmer zastąpił dotychczasowego dowódcę baonu, majora Romana Banaszaka. 27 grudnia 1943 roku baon został przeniesiony do obozu Qassasin w Egipcie.

## Działania bojowe 5 Kresowego batalionu łączności
W lutym 1944 r. batalion został przewieziony do południowych Włoch. Od 23 marca uczestniczy w działaniach bojowych 5 KDP nad rzeką Sangro. Po zejściu z odcinka obrony nad rzeką Sangro, od 15 kwietnia odpoczywa w miejscowości Prata. Sukcesywnie od 24 kwietnia wraz z jednostkami piechoty, artylerii i saperów dywizji na linię obrony pod Monte Cassino przechodzą poszczególne plutony i kompanie 5 batalionu. Stan batalionu w dniu 24 kwietnia wynosi 27 oficerów i 487 szeregowych. Od 23 kwietnia podjęto rozbudowę łączności telefonicznej poprzez budowę nowych dwóch linii telefonicznych, które ze względu na niemiecki ostrzał artyleryjski prowadzono w nocy. Budowano połączenia z wysuniętego stanowiska dowodzenia dywizji do obu brygad piechoty, stanowisk artylerii i saperów oraz punktów zaopatrzeniowych. W trakcie bitwy od nocy 11/12 maja uruchomiono również łączność radiową, szczególne znaczenie miała na szczeblach niższych batalion-kompanie. W trakcie walk, głównie obsługi sieci łączności przewodowej podczas bitwy o Monte Cassino w dniach 11-18 maja, poległo 4 żołnierzy i 9 zostało rannych. Żołnierze 5 batalionu łączności w dniach 19-28 maja organizowali łączność ze stanowiska 5 KDP z nacierającym na Pizzo Corono i Monte Cairo 15 pułku ułanów poznańskich. W użyciu byli również gońcy motocyklowi, pomiędzy stanowiskami dowodzenia dywizji i podległych im służbami tyłowymi.   
Dowódca Wojsk łączności 2 Korpusu Polskiego rozkazem L.dz. 903/Łączn. I O. Org. z dnia 20 sierpnia 1946 roku zatwierdził „znak łączności, który winno się nosić po prawej stronie orzełka na berecie i po obu stronach kołnierza”.
22 lutego 1947 roku baon został przeniesiony do obozu Coopers Lane Camp w Bramley, w hrabstwie Hampshire, gdzie pełnił służbę wartowniczą w składzie amunicji. Dla wykonania powierzonego jednostce zadania została poddana reorganizacji. Została utworzona kompania tzw. wartownicza licząca 170 żołnierzy oraz pluton roboczy. Pozostała część baonu wraz z kursem instruktorskim instalatorów została przeniesiona do obozu Nettlebed Nord Camp.
W latach 1996–1998 tradycje jednostki kontynuował 5 Kresowy Batalion Dowodzenia w Gubinie.

## Organizacja i obsada dowódcza
Dowództwo: (stan na III-V 1944)
- Dowódca batalionu - mjr Marian Zimmer
- Zastępca dowódcy batalionu - mjr Włodzimierz Brągiel
- Adiutant batalionu - por. Józef Trybalski
- Oficer kontroli ruchu łączności - por. Mieczysław Kwiatkowski
- Dowódca kompanii dowodzenia - por. Henryk Pudło
- Dowódca 1 kompanii łączności - mjr Włodzimierz Brągiel
- Dowódca 2 kompanii łączności - kpt. Bronisław Machowski
- Dowódca 3 kompanii łączności - kpt. Tadeusz Duński

Organizacja i obsada personalna 1 listopada 1945
Dowództwo
- dowódca batalionu - mjr Marian Zimmer
- zastępca dowódcy batalionu - mjr Franciszek II Chmura
- adiutant batalionu - por. Eugeniusz Wurm
- oficer kontroli ruchu łączności - por. Mieczysław Kwiatkowski
  - drużyna kontroli ruchu łączności
  - drużyna dowódcy batalionu

kompania dowodzenia
- dowódca kompanii dowodzenia - por. Feliks Tomaszewski
- dowódca plutonu technicznego - ppor. Stanisław Tyndiuk
- oficer gospodarczy - chor. Mieczysław Grześkowiak

1 kompania łączności
- dowódca kompanii - kpt. Józef Trybalski
- dowódca plutonu radiotelegraficzny „A” - por. Władysław Billewicz
- dowódca plutonu radiotelegraficzny „B” - ppor. Ryszard Kowalski
- dowódca plutonu budowlanego - por. Stanisław Lorens
- dowódca plutonu stacyjnego - por. Ludwik Krepski
- dowódca gońców motocyklowych
- kierownik sekcji szyfrów - ppor. Józef Fortuna

2 kompania łączności
- dowódca kompanii - kpt. łączn. Stanisław Sławiński
- dowódca I plutonu łączności
- dowódca II plutonu łączności
- dowódca III plutonu łączności
- dowódca IV plutonu łączności Kwatery Głównej Artylerii Dywizyjnej - ppor. Stanisław Adamowski

3 kompania łączności
- dowódca kompanii - kpt. Władysław Stodolski
- dowódca plutonu łączności 25 pułku Ułanów Wielkopolskich - ppor. Jan Zwolenkiewicz
- dowódca plutonu łączności 4 Wołyńskiej Brygady Piechoty - por. Józef Zaborowski
- dowódca plutonu łączności 5 Wileńskiej Brygady Piechoty - por. Wiktor Plate
- dowódca plutonu łączności 6 Lwowskiej Brygady Piechoty - ppor. Józef Sarnacki
- dowódca plutonu łączności Dowództwa Saperów - ppor. Rajmund Kucharski

Czołówka Warsztatowo-Naprawcza
- dowódca czołówki - por. Wojciech Kowalski

## Dowództwo batalionu
Dowódcy batalionu
- ppor. Stanisław Tauber-Ziółkowski (od 15 IX 1941)
- kpt. Tadeusz Dąbrowicki (od 9 X 1941)
- mjr Roman Banaszak (6 XI 1942 - XI 1943)
- mjr Marian Zimmer (od XI 1943)

Zastępcy dowódcy batalionu
- mjr Włodzimierz Bragiel (I 1944 - VII 1945)[14]
- mjr Franciszek II Chmura (VII 1945 - 1947)

## Kawalerowie Virtuti Militari
Żołnierze batalionu odznaczeni Krzyżem Srebrnym Orderu Virtuti Militari za kampanię włoską 17 lutego – 2 maja 1945:
1. mjr Marian Zimmer,
2. por. Władysław Stodolski,
3. kpr. Józef Beck,
4. kpr. Piotr Nadolny[15].

Ponadto Krzyżem Walecznych po raz pierwszy i drugi zostali odznaczeni kpt. Stanisław Sławiński i por. Stanisław Lorens. Krzyż Walecznych i brytyjski Medal Wojskowy otrzymał szer. Józef Łempicki. Amerykańską Brązową Gwiazdę otrzymał st. szer. Marian Grabiński.

## Odznaka pamiątkowa
Odznaka wykonana w białym metalu, oksydowana o wymiarach 17 x 65 mm. Posiada formę proporczyka, na którym znajduje się sylwetka atakującego żubra oraz dwie błyskawice - symbol wojsk łączności. Nakładana na patki koloru czarnego z niebieską wypustką. Noszona na kołnierzach kurtek, płaszczy i beretach, przez żołnierzy kompanii łączności. Mocowana do kołnierza nakrętką firmową. Wykonawca: F. M. Lorioli, Milano - Roma.